# جون ميرسر لانغستون
جون ميرسر لانغستون (بالإنجليزية: John Mercer Langston)‏ (14 ديسمبر 1829-15 نوفمبر 1897): مناصر لإلغاء العبودية ومحامٍ ومربٍّ وناشط ودبلوماسي وسياسي في الولايات المتحدة. وهو أمريكي من أصل أفريقي، أصبح أول عميد لكلية الحقوق في جامعة هوارد وساعد على إنشاء القسم. كان أول رئيس لما يدعى الآن جامعة ولاية فرجينيا، وهي كلية سوداء تاريخيًا.
وُلد حرًا في فرجينيا لسيدة حرة من عرق مختلط ووالد زارع (طبقة اجتماعية) أبيض، في عام 1888 انتُخب لانغستون للكونغرس الأمريكي مشكِّلًا أول ممثل للألوان من فرجينيا. انتُخب جوزيف هاين ريني، عضو الكونغرس الجمهوري الأسود من ولاية كارولينا الجنوبية، عام 1870 خلال عصر إعادة الإعمار.
في عصر جيم كرو في القرن التاسع عشر، كان لانغستون واحدًا من خمسة أمريكيين من أصل أفريقي انتُخبوا للكونغرس من الجنوب قبل أن تصدر الولايات الكونفدرالية السابقة الدساتير والقواعد الانتخابية بين عامي 1890 و1908، وقد كانت في الأساس تحرم السود من حق الاقتراع، وتبعدهم عن السياسة. بعد ذلك، لم يُنتخَب أي أمريكي من أصل أفريقي من الجنوب حتى عام 1973، عند قبول قانون حقوق الاقتراع الفيدرالي لعام 1965 لفرض حقوق الامتياز الدستوري.
تمركزت مسيرة لانغستون المبكرة في أوهايو، حيث بدأ مع شقيقه الأكبر تشارلز هنري لانغستون عمله الذي استمر طوال حياته من أجل الحرية للأمريكيين من أصل أفريقي والتعليم والمساواة في الحقوق والاقتراع. في عام 1855 كان من أوائل الأمريكيين من أصل أفريقي في الولايات المتحدة ممن انتُخبوا للمناصب العامة، إذ انتُخب أمين سر البلدية في أوهايو. كان الأخوان عراب وعم الشاعر الشهير لانغستون هيوز، على التوالي.

## النشأة وتعليمه
وُلد جون ميرسر لانغستون حرًا في عام 1829 في مقاطعة لويزا بولاية فيرجينيا، وكان الابن الأصغر بين ابنة وثلاثة أبناء للأم لوسي جين لانغستون، وهي امرأة حرة من أصول أفريقية وأمريكية مختلطة. ربما كانت أصولها تعود لقبيلة بامونكي المحلية. كان والدهم رالف كوارلز، وهو زارع أبيض من إنجلترا وسيد لوسي السابق. حرر كوارلز لوسي وابنتهما ماريا في عام 1806، ضمن ما كان علاقة بينهما لأكثر من 25 عامًا. بعد ذلك، ولد أبناؤهم الثلاثة أحرارًا، إذ كانت والدتهم حرة. كان أخوا جون الأكبر سنًا هما جدعون وتشارلز هنري.
أنجبت لوسي ثلاثة أطفال آخرين من شريك آخر قبل أن تنتقل إلى البيت الكبير وتعمق علاقتها مع كوارلز. ولد أبناؤهما الثلاثة بعد ذلك. من بين الأخوة غير الأشقاء الأكبر سنًا، كان ويليام لانغستون الأكثر تعاملًا مع أبناء كوارلز. بعد وفاة والدهم، انتقل معهم ومع وصي عليهم إلى شيليكوث، أوهايو.
قبل وفاته، رتب رالف كوارلز لجعل صديقه الصاحبي وليام غوتش وصيًا لأطفاله. بناء على طلب كوارلز، بعد وفاة كلا الوالدين في عام 1833 حين كان جون لانغستون في الرابعة من عمره، انتقل غوتش مع الأولاد وأخيهم غير الشقيق ويليام لانغستون إلى شيليكوث، أوهايو، في ولاية حرة. ترك كوارلز أموالًا لتعليم الأولاد. في عام 1835، التحق الأخوان الأكبران جدعون وتشارلز بمدرسة أوبرلين التحضيرية، وكانا أول طالبين أمريكيين من أصل أفريقي ينالان القبول فيها. كان جدعون يشبه والده كثيرًا. في سن 21، أخذ جدعون اسم كوارلز اسمًل أخيرًا وأصبح يُعرف بجدعون كوارلز. خلال هذا الوقت، عاش الشاب جون ميرسر لانغستون في سينسيناتي، وقضى جزءًا من ذلك الوقت مع جون وودسون وزوجته. التحق أيضًا بمدرسة جيلمور الثانوية الخاصة.
تبع الأخ الأصغر من عائلة لانغستون إخوته، والتحق ببرنامج أوبرلين التحضيري. حصل جون لانغستون على درجة البكالوريوس في عام 1849 ودرجة الماجستير في اللاهوت في عام 1852 من كلية أوبرلين. رفضت كليات الحقوق في نيويورك وأوهايو طلب قبوله بسبب عرقه، درس لانغستون القانون (أو «قرأ القانون»، كما كانت الممارسة الشائعة آنذاك) بصفته متدربًا على يد المحامي وعضو الكونغرس الأمريكي الجمهوري فليمون بليس؛ قُبل في نقابة المحامين في ولاية أوهايو عام 1854. في أوهايو، ارتبط لانغستون ارتباطًا وثيقًا بالمحامي المناصر للتحرير من العبودية شيرلوك جيمس أندروز.

## روابط خارجية
- جون ميرسر لانغستون على موقع الموسوعة البريطانية (الإنجليزية)
- جون ميرسر لانغستون على موقع إن إن دي بي (الإنجليزية)